# TEOTWAWKI
«TEOTWAWKI» (acrónimo de "The end of the world as we know it" en español: «El fin del mundo tal como lo conocemos») es el tercer episodio de la tercera temporada de la serie de televisión posapocalíptica, horror Fear the Walking Dead. El guion estuvo a cargo Ryan Scott y finalmente Deborah Chow dirigió el episodio. El episodio salió al aire en el canal AMC el 11 de junio de 2017. 
Este episodio marca el regreso de Daniel Salazar (Rubén Blades), en la temporada 3, ya que el personaje fue visto por última vez en el episodio final de mitad de temporada de la segunda temporada «Shiva».

## Trama
En un comercial de televisión anterior al apocalipsis, Jeremiah Otto y su familia promueven una serie de videos sobre la clave para sobrevivir a TEOTWAWKI (el fin del mundo tal como lo conocemos en inglésː The end of the world as we know it). El rancho celebra una reunión tras la muerte de la piloto del helicóptero, donde Troy, Jake y Jeremiah juran justicia. Otros residentes expresan desprecio por Madison y su familia. Una Luciana en recuperación le informa a Nick que deben dejar el rancho lo antes posible. De vuelta en su cabaña, Más tarde, Troy fue descubierto por Madison en su remolque, a lo que este amenazó sutilmente la vida de Nick; Madison le dice a Troy que Nick aprenderá a encajar. Mientras caza jabalíes, Nick descubre que él y Troy tienen visiones del mundo similares. El equipo que investiga el tiroteo del helicóptero está retrasado; Troy liderará un segundo equipo y los voluntarios de Madison los acompañarán. En otra parte, Strand llega a la presa González, donde se reencuentra con su viejo amigo Dante Esquevil, ofreciéndole una sociedad para controlar los menguantes suministros de agua de la presa, pero Dante, en cambio, encarcela a Strand; mientras está en su celda, Strand se reúne con Daniel.

## Recepción

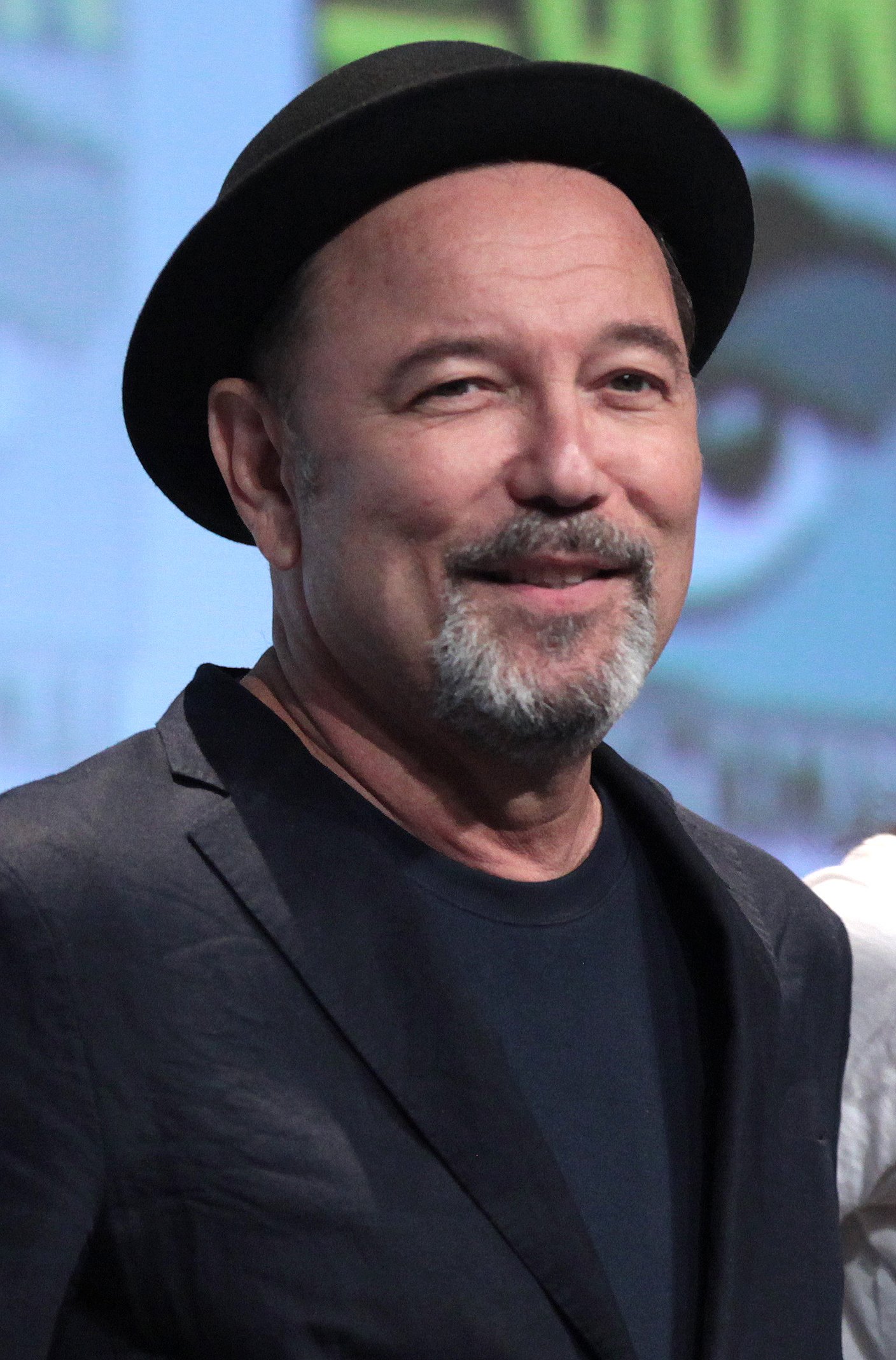
Rubén Blades (Daniel Salazar) hace su regreso en este episodio.

"TEOTWAWKI", recibió elogios de la crítica. En Rotten Tomatoes, «TEOTWAWKI» obtuvo una calificación perfecta del 100% (el primer episodio de "Fear the Walking Dead" en hacerlo), con una puntuación promedio de 7.34 / 10 basada en 7 reseñas.
Matt Fowler of IGN le dio a "TEOTWAWKI" una calificación de 7.7 / 10.0, indicando; «“TEOTWAWKI” se aseguró de abordar el tema de Troya mientras, quizás, también lo dejaba a un lado por un momento. Me gustó que se dijeran las cosas que debían decirse, pero también pondré los ojos en blanco si, En el futuro, los Clarks comienzan a vincularse con Troy de la forma en que Nick parecía estar haciendo bien al final. Puede que Troy no haya matado a Travis (y esos enemigos parecen ser la prioridad en este momento de cara a la próxima semana), pero aun así causó todos del caos que lo llevó a la muerte. El regreso de Daniel en ese tiempo final fue un buen toque y estoy feliz de ver a Rubén Blades de nuevo en el programa.»

### Calificaciones
«TEOTWAWKI» fue visto por 2,50 millones de espectadores en los Estados Unidos en su fecha de emisión original, por debajo de la calificación del episodio anterior con una calificación de 2.70 millones.